# Tarzan Goes to India
Tarzan Goes to India (bra: Tarzan Vai à Índia) é um filme britano-americano de 1962, do gênero aventura, dirigido por John Guillermin e estrelado por Jock Mahoney e Leo Gordon.

## A produção
O produtor Sy Weintraub queria uma pessoa mais magra e mais alta que Gordon Scott para continuar a viver Tarzan, por isso despediu-o dois anos antes do fim de seu contrato. Para o seu lugar, ele escolheu Jock Mahoney, que atuara como vilão em Tarzan the Magnificent. Mahoney, que começou a carreira em Hollywood como dublê, havia feito um teste para substituir Johnny Weissmuller no papel do herói, mas perdera para Lex Barker. Ao rodar Tarzan Goes to India já com 43 anos de idade, ele se tornou o décimo-terceiro Tarzan e o ator mais velho a interpretar o Homem Macaco.
Além de um novo ator, Weintraub também não quis nem Jane nem Chita junto ao rei das selvas. Para contrabalançar essas perdas, ficou acordado que Tarzan deveria contracenar com um menino, e assim nasceu Jai, o Menino Elefante. Filha de um brigadeiro do exército indiano, a jovem atriz Simi foi escolhida em um concurso pra viver o principal papel feminino. Para acentuar a cor local, Weintraub contratou Ravi Shankar, autor da trilha sonora do filme.
Mahoney dispensou dublês e fez todas as cenas perigosas, como ficar preso de ponta-cabeça numa armadilha, lutar contra um leopardo e montar um elefante.
Filmado em locações em diversas partes da Índia, em cores e Cinemascope, o filme foi o mais bem sucedido comercialmente da história de Tarzan. A MGM, encarregada da distribuição, lucrou mais de um milhão de dólares, em valores da época, praticamente sem esforço nenhum.

## Sinopse
A princesa Kamara, filha de um marajá indiano, pede ajuda a Tarzan no sentido que impedir que trezentos elefantes sejam dizimados. Acontece que uma enorme usina hidrelétrica ilegal está sendo construída, formando um enorme lago artificial. Esse lago deverá inundar todo o vale onde vivem os paquidermes. Para enfrentar os vilões Bryce e O'Hara, o rei das selvas tem a seu lado o órfão Jai, que ele havia encontrado nas ruas de Bombaim.

## Recepção crítica
Segundo o Los Angeles Herald Examiner, "os fãs de aventuras juvenis vão se regalar ao ver o saltador de árvores Mahoney ir ao trabalho". Já Francis Wyndham, do London Sunday Times foi dos primeiros profissionais a notar que as táticas de Weintraub resultaram em um renascimento de Tarzan.

## Elenco
| Ator/Atriz   | Personagem             |
| ------------ | ---------------------- |
| Jock Mahoney | Tarzan                 |
| Leo Gordon   | Engenheiro Bryce       |
| Jai          | Jai, o Menino Elefante |
| Mark Dana    | O'Hara                 |
| Feroz Khan   | Príncipe Raghu Kumar   |
| Simi         | Princesa Kamara        |
| Murad        | Marajá                 |
| Aaron Joseph | Motorista              |
| Peter Cooke  | Capataz                |